# Prodotto tensoriale
In matematica, il prodotto tensoriale, indicato con {\displaystyle \otimes }, è un concetto che generalizza la nozione di operatore bilineare e può essere applicato a molteplici oggetti matematici, ad esempio a spazi vettoriali e moduli.
Nel caso di due spazi vettoriali {\displaystyle V} e {\displaystyle W} sul campo {\displaystyle K}, il prodotto tensoriale {\displaystyle V\otimes W} è ancora uno spazio vettoriale su {\displaystyle K}. Si può pensare ad una applicazione bilineare
{\displaystyle V\times W\to L,}
come ad un prodotto {\displaystyle \cdot } tra i vettori di {\displaystyle V} e {\displaystyle W} con valori in un terzo spazio vettoriale {\displaystyle L}.
Dato un altro spazio {\displaystyle M} ed un omomorfismo
{\displaystyle \varphi \colon L\to M,}
si ha che {\displaystyle \varphi (v\cdot w)} è un prodotto su {\displaystyle V\times W} a valori in {\displaystyle M}. Si può dimostrare che esiste un "prodotto universale" {\displaystyle \otimes } a valori in un certo spazio {\displaystyle V\otimes W} con la proprietà che tutti i possibili prodotti su {\displaystyle V\times W} si possono ottenere, in modo unico, trasformando linearmente il codominio {\displaystyle V\otimes W}. Se {\displaystyle v} e {\displaystyle w} sono rispettivamente elementi di {\displaystyle V} e {\displaystyle W} si denota con {\displaystyle v\otimes w} il prodotto di {\displaystyle v} e {\displaystyle w} in {\displaystyle V\otimes W}. Per dimostrarne l'esistenza lo si costruisce come spazio quoziente dello spazio vettoriale libero su {\displaystyle V\times W} imponendo le relazioni ovvie per far sì che la proiezione dopo l'immersione sia bilineare.
Prendendo spazi quozienti del prodotto tensoriale si possono aggiungere proprietà a {\displaystyle \otimes }. Ad esempio il prodotto universale simmetrico si ottiene imponendo la relazione
{\displaystyle v\otimes w-w\otimes v=0,}
cioè prendendo il quoziente
{\displaystyle (V\otimes W)/Z,}
dove {\displaystyle Z} è il sottospazio generato da tutti gli elementi del tipo {\displaystyle v\otimes w-w\otimes v}. Il prodotto universale antisimmetrico invece si ha imponendo la relazione
{\displaystyle v\otimes w+w\otimes v=0.}
Queste costruzioni sono fondamentali in svariati campi (ad esempio permettono di definire metriche e forme differenziali sugli spazi tangenti di varietà differenziabili).
Partendo con degli {\displaystyle R}-moduli {\displaystyle M} e {\displaystyle N} (strutture che generalizzano gli spazi vettoriali prendendo gli scalari in un anello invece che in un campo), e supponendo {\displaystyle R} commutativo per semplicità, si può dare la stessa definizione che per il caso degli spazi vettoriali di {\displaystyle M\otimes _{R}N} (anche in questo caso si può omettere il pedice a {\displaystyle \otimes } se è evidente dal contesto l'anello rispetto al quale si stanno considerando i moduli). Anche la dimostrazione dell'esistenza rimane la stessa. Nonostante le similitudini iniziali con il caso degli spazi vettoriali il prodotto tensoriale tra moduli può riservare delle sorprese. Ad esempio
{\displaystyle (\mathbb {Z} /m\mathbb {Z} )\otimes (\mathbb {Z} /n\mathbb {Z} )=0,}
se {\displaystyle m} ed {\displaystyle n} sono coprimi.

## Definizione
Riprendendo quanto detto nell'introduzione, si definisce prodotto tensoriale di due spazi vettoriali {\displaystyle V}, {\displaystyle W} uno spazio {\displaystyle V\otimes W} assieme ad una applicazione bilineare
{\displaystyle \otimes \colon V\times W\to V\otimes W,}
per cui data una qualsiasi operazione {\displaystyle \cdot \colon V\times W\to L} bilineare esiste un unico omomorfismo
{\displaystyle \varphi \colon V\otimes W\to L,}
che fattorizza {\displaystyle \cdot } tramite {\displaystyle \otimes } (vedi il primo diagramma a destra), cioè tale che
{\displaystyle v\cdot w=\varphi (v\otimes w).}
Un altro modo di scrivere la stessa cosa (vedi il secondo diagramma a destra) è che la coppia {\displaystyle (V\otimes W,\otimes )} è un elemento universale per il funtore {\displaystyle {\mathcal {G}}} dalla categoria degli spazi vettoriali a quella degli insiemi che manda {\displaystyle X} nella famiglia delle funzioni bilineari
{\displaystyle V\times W\to X,}
facendo corrispondere ad un omomorfismo
{\displaystyle \varphi \colon X\to Y,}
la funzione che associa ad un prodotto
{\displaystyle \cdot \colon V\times W\to X,}
il prodotto {\displaystyle (v,w)\mapsto \varphi (v\cdot w)}. In figura
{\displaystyle ({\mathcal {G}}(\varphi )(\otimes ))(v,w)=\varphi (v\otimes w)=v\cdot w.}
Si dirà anche che {\displaystyle (V\otimes W,\otimes )}, o semplicemente {\displaystyle V\otimes W}, gode della proprietà universale per i prodotti tensoriali.
Se esistono due prodotti {\displaystyle (V\otimes _{1}W,\otimes _{1})} e {\displaystyle (V\otimes _{2}W,\otimes _{2})} che soddisfano la definizione allora esiste un unico isomorfismo {\displaystyle \varphi } tra {\displaystyle V\otimes _{1}W} e {\displaystyle V\otimes _{2}W} tale che {\displaystyle \varphi (v\otimes _{1}w)=v\otimes _{2}w} per ogni coppia {\displaystyle (v,w)}. Per la dimostrazione di questo e dell'esistenza di un prodotto tensoriale si rimanda alle relative sottosezioni.
Il codominio {\displaystyle V\otimes W} contiene tutti gli elementi del tipo {\displaystyle v\otimes w}, che sono immagini tramite {\displaystyle \otimes } delle coppie {\displaystyle (v,w)}, ma l'elemento generico di {\displaystyle V\otimes W} non è di questa forma, è piuttosto una somma finita di tali termini, cioè, se {\displaystyle U\subset V\times W} è finito, sarà del tipo
{\displaystyle \sum _{(v,w)\in U}v\otimes w.}
Se {\displaystyle V} e {\displaystyle W} hanno dimensione {\displaystyle n} ed {\displaystyle m} con basi {\displaystyle \{v_{i}\}_{i=1,\dots ,n}} e {\displaystyle \{w_{j}\}_{j=1,\dots ,m}} rispettivamente, i vettori {\displaystyle v_{i}\otimes w_{j}} per {\displaystyle i=1,\dots ,n} e {\displaystyle j=1,\dots ,m} formano una base di {\displaystyle V\otimes W} (vedi Coordinate).
Sempre in dimensione finita, esiste un isomorfismo naturale tra lo spazio delle forme bilineari e {\displaystyle V^{*}\otimes W^{*}} (vedi Proprietà), che in geometria differenziale è spesso sfruttato per definire {\displaystyle V^{*}\otimes W^{*}} (e {\displaystyle V\otimes W} usando l'isomorfismo canonico dei due spazi con {\displaystyle V^{**}} e {\displaystyle W^{**}} rispettivamente). Per una trattazione più completa rispetto a questo punto di vista si rimanda alla voce Tensore.

### Esistenza
Si è definito il prodotto tensoriale dicendo che è una coppia con una certa proprietà. In questa sezione si dimostrerà che una tale coppia effettivamente esiste.
L'idea di base è che tra gli elementi di uno spazio vettoriale candidato a "codominio universale" per un prodotto, non deve sussistere nessuna relazione ulteriore a quelle necessarie per rendere il prodotto bilineare. Quindi si parte da uno spazio libero, senza relazioni, e poi si pone uguale ciò che si vuole sia uguale (il che significa prendere quozienti, vedi il libro di Artin Algebra capitoli sugli anelli e sui moduli).
Sia {\displaystyle F} lo spazio vettoriale libero  su {\displaystyle V\times W}. Si ricorda che {\displaystyle F} è lo spazio vettoriale che come base ha tutte le coppie {\displaystyle (v,w)}. Sia {\displaystyle K} il sottospazio generato da tutti i vettori del tipo
{\displaystyle (\alpha v_{1}+\beta v_{2},w)-\alpha (v_{1},w)-\beta (v_{2},w);}
{\displaystyle (v,\alpha w_{1}+\beta w_{1})-\alpha (v,w_{1})-\beta (v,w_{2}).}
Mandando a zero i vettori di {\displaystyle K}, cioè passando al quoziente {\displaystyle F/K}, la proiezione dopo l'immersione diventa bilineare. La coppia {\displaystyle (F/K,\pi \circ i)}, dove {\displaystyle \pi } è la proiezione canonica ed {\displaystyle i} l'immersione di {\displaystyle V\times W} in {\displaystyle F}, soddisfa le richieste ed è un prodotto tensoriale di {\displaystyle V} e {\displaystyle W}. La situazione può essere riassunta dal diagramma commutativo
La dimostrazione è immediata, infatti {\displaystyle V\times W} è una base di {\displaystyle F} quindi esiste un'unica estensione lineare {\displaystyle s} di {\displaystyle \rho } su {\displaystyle F}, e visto che il nucleo di {\displaystyle s} contiene {\displaystyle K} (perché {\displaystyle \rho } è bilineare) la proprietà caratteristica della proiezione nello spazio quoziente ci dà l'unica applicazione lineare {\displaystyle f} per cui {\displaystyle s=f\circ \pi }, cioè esiste un'unica {\displaystyle f} tale che (chiamando {\displaystyle \otimes } la funzione {\displaystyle \pi \circ i})
{\displaystyle \rho (v,w)=s\circ i(v,w)=f\circ \pi \circ i(v,w)=f(v\otimes w).}

### Unicità
L'unicità del prodotto tensoriale, nel senso indicato sopra, è una proprietà di tutti gli elementi universali.
L'unico punto non banale della dimostrazione è notare che se {\displaystyle V\otimes W} è un prodotto tensoriale, e la funzione
{\displaystyle h\colon V\otimes W\to V\otimes W,}
è lineare e lascia fissi tutti i vettori della forma {\displaystyle v\otimes w} allora {\displaystyle h} è l'identità. L'idea è fattorizzare {\displaystyle \otimes } tramite {\displaystyle \otimes }. Infatti per ipotesi {\displaystyle \otimes } è bilineare su {\displaystyle V\times W} quindi esiste un'unica {\displaystyle h} tale che
{\displaystyle v\otimes w=h(v\otimes w),}
e dato che l'applicazione identità soddisfa queste condizioni, deve essere
{\displaystyle h=\mathrm {id} .}
Ora si supponga che {\displaystyle (V\otimes _{1}W,\otimes _{1})} e {\displaystyle (V\otimes _{2}W,\otimes _{2})} soddisfino entrambi la proprietà universale, allora esistono
{\displaystyle \varphi \colon V\otimes _{1}W\to V\otimes _{2}W,}
e
{\displaystyle \psi \colon V\otimes _{2}W\to V\otimes _{2}W,}
tali che per ogni coppia {\displaystyle (v,w)} si ha
{\displaystyle \varphi (v\otimes _{1}w)=v\otimes _{2}w} e {\displaystyle \psi (v\otimes _{2}w)=v\otimes _{1}w.}
Sostituendo l'una nell'altra si ha
{\displaystyle (\varphi \circ \psi )(v\otimes _{2}w)=v\otimes _{2}w,\ (\psi \circ \varphi )(v\otimes _{1}w)=v\otimes _{1}w,}
da cui, per quanto detto all'inizio, {\displaystyle \varphi \circ \psi } è l'identità su {\displaystyle V\otimes _{2}W} mentre {\displaystyle \psi \circ \varphi } è l'identità su {\displaystyle V\otimes _{1}W}. In altre parole {\displaystyle \varphi } è un isomorfismo, ed è l'unico per cui valga
{\displaystyle \varphi (v\otimes _{1}w)=v\otimes _{2}w.}

## Proprietà
Di seguito {\displaystyle U}, {\displaystyle V} e {\displaystyle W} saranno spazi vettoriali su un campo {\displaystyle k}, ed {\displaystyle u}, {\displaystyle v} e {\displaystyle w} dei loro rispettivi elementi.
- Associatività:
{\displaystyle (U\otimes V)\otimes W\cong U\otimes (V\otimes W),}
con
{\displaystyle (u\otimes v)\otimes w\leftrightarrow u\otimes (v\otimes w).}
L'applicazione è ben definita perché è assegnato il valore ad un insieme di generatori. Fissiamo {\displaystyle u}. Sia
{\displaystyle f_{u}\colon V\times W\to (U\otimes V)\otimes W,}
la funzione bilineare
{\displaystyle f_{u}(v,w)=(u\otimes v)\otimes w.}
Se la fattorizziamo tramite il prodotto tensoriale (applichiamo la proprietà universale) abbiamo l'applicazione lineare
{\displaystyle \varphi _{u}\colon V\otimes W\to (U\otimes V)\otimes W,}
che manda {\displaystyle v\otimes w} in {\displaystyle (u\otimes v)\otimes w}. Anche la funzione
{\displaystyle U\times (V\otimes W)\to (U\otimes V)\otimes W,}
che manda {\displaystyle (u,v\otimes w)} in {\displaystyle \varphi _{u}(v\otimes w)} è bilineare e fattorizzandola abbiamo l'omomorfismo voluto. Possiamo costruire in modo analogo l'inversa ottenendo l'isomorfismo.
- Commutatività:
{\displaystyle V\otimes W\cong W\otimes V,}
con
{\displaystyle v\otimes w\leftrightarrow w\otimes v.}
Per dimostrarlo è sufficiente fattorizzare tramite il prodotto tensoriale la funzione bilineare
{\displaystyle f\colon V\times W\to W\otimes V,}
con
{\displaystyle f(v,w)=w\otimes v.}
In modo analogo possiamo ottenere l'inversa.
Attenzione: questo non vuole in alcun modo suggerire che in {\displaystyle V\otimes V} i due vettori {\displaystyle v\otimes w} e {\displaystyle w\otimes v} sono uguali, semmai è vero il contrario.
- Distributività rispetto alla somma diretta:
{\displaystyle U\otimes (V\oplus W)\cong (U\otimes V)\oplus (U\otimes W),}
con
{\displaystyle u\otimes (v,w)\leftrightarrow (u\otimes v,u\otimes w).}
Questa volta non conviene usare il tipo di dimostrazione dei casi precedenti perché non riusciremmo a costruire l'inversa. Dimostriamo allora che ogni prodotto su {\displaystyle U\times (V\oplus W)} si fattorizza in modo unico tramite {\displaystyle (U\oplus V)\otimes (U\oplus W)}. L'applicazione
{\displaystyle \varphi \colon U\times (V\oplus W)\to (U\oplus V)\otimes (U\oplus W),}
che manda {\displaystyle (u,(v,w))} in {\displaystyle (u\otimes v,u\otimes w)} è bilineare. Se {\displaystyle E} è uno spazio vettoriale e {\displaystyle \psi } un'applicazione bilineare da {\displaystyle U\times (V\oplus W)} in {\displaystyle E}, possiamo scrivere
{\displaystyle \psi (u,(v,w))=\psi (u,(v,0))+\psi (u,(0,w))}
questo ci dà la fattorizzazione tramite {\displaystyle \varphi }.
- Tensorizzare con il campo degli scalari:
{\displaystyle k\otimes _{k}V\cong V,}
con
{\displaystyle \alpha \otimes v\leftrightarrow \alpha v.}
Intuitivamente è quasi ovvio, formalmente dimostriamo che {\displaystyle V} e la mappa bilineare
{\displaystyle \varphi \colon (\alpha ,v)\to \alpha v,}
soddisfano la proprietà universale. Se
{\displaystyle \psi \colon k\times V\to W,}
è bilineare, allora
{\displaystyle \psi (\alpha ,v)=\psi (1,\alpha v)=\psi (1,\varphi (\alpha ,v)),}
fattorizzando in modo unico {\displaystyle \psi } tramite {\displaystyle \varphi }.
- {\displaystyle k^{n}\otimes _{k}V\cong V^{n}}. Segue dalle precedenti.
- {\displaystyle k^{n}\otimes _{k}k^{m}\cong k^{nm}}. Segue dalle precedenti.
- Se {\displaystyle V} e {\displaystyle W} hanno dimensione finita esiste un isomorfismo canonico
{\displaystyle V^{*}\otimes W^{*}\cong \mathrm {Bil} (V,W;k),}
che associa {\displaystyle \varphi \otimes \psi } a {\displaystyle \varphi \cdot \psi } (che calcolata nella coppia {\displaystyle (v,w)} vale {\displaystyle \varphi (v)\psi (w)}). Infatti
{\displaystyle f(\varphi ,\psi )=\varphi \cdot \psi ,}
è bilineare, quindi possiamo fattorizzarla tramite il prodotto tensoriale per ottenere un omorfismo che è suriettivo e quindi anche iniettivo perché i due spazi hanno la stessa dimensione.

## Esempi
Sia {\displaystyle V} uno spazio vettoriale su un campo {\displaystyle K}
- Tre esempi basilari per la geometria differenziale quando {\displaystyle V} è lo spazio tangente {\displaystyle M_{p}} ad un punto {\displaystyle p} di una varietà differenziale {\displaystyle M} sono:
  -  {\displaystyle T^{r}(M_{p}):=M_{p}\otimes \cdots \otimes M_{p}} ({\displaystyle r} fattori), lo spazio dei tensori controvarianti di grado {\displaystyle r};
  -  {\displaystyle T_{s}(M_{p}):=T^{s}(M_{p}^{*}),} spazio dei tensori covarianti di grado {\displaystyle s};
  -  {\displaystyle T_{s}^{r}(M_{p}):=T^{r}(M_{p})\otimes T_{s}(M_{p}),} spazio dei tensori misti di tipo {\displaystyle (r,s)}.

Con questi si può definire il fibrato tensoriale
{\displaystyle \pi \colon T_{s}^{r}M\to M,}
di tipo {\displaystyle (r,s)} come l'unione disgiunta dei vari {\displaystyle T_{s}^{r}(M_{p})} per tutti i punti di {\displaystyle M}, cioè:
{\displaystyle T_{s}^{r}M:=\coprod _{p\in M}T_{s}^{r}(M_{p})}
assieme alla proiezione canonica {\displaystyle \pi \colon (p,x)\mapsto p} (si ricorda che se {\displaystyle \{M_{p}\}_{p\in M}} è una famiglia di insiemi indicizzata da {\displaystyle M} la loro unione disgiunta è {\displaystyle \cup _{p}\{(p,x):x\in M_{p}\})}).
- Più in generale, sia in geometria differenziale che in topologia algebrica sono ricorrenti i fibrati tensoriali, cioè fibrati vettoriali che hanno per fibra un prodotto tensoriale. In particolare, se {\displaystyle E\to M} e {\displaystyle H\to M} sono due fibrati vettoriali, si indica con {\displaystyle E\otimes H\to M} il fibrato tensoriale che ha come fibra il prodotto tensoriale delle fibre dei fattori e struttura di fibrato indotta nel modo ovvio.
- In topologia algebrica, e più precisamente nella K-teoria, per studiare la struttura geometrica di uno spazio topologico {\displaystyle X} si costruisce un certo anello {\displaystyle K(X)} partendo dall'insieme {\displaystyle \mathrm {Vec} (X)} dei fibrati vettoriali su {\displaystyle X}. Le informazioni geometriche interessanti possono essere contenute solo in fibrati non banali (cioè in fibrati che non si spezzano globalmente nel prodotto cartesiano dello spazio di base con la fibra), quindi si considerano equivalenti due fibrati vettoriali {\displaystyle E\to X} e {\displaystyle H\to X} quando esistono due interi {\displaystyle m}, {\displaystyle n} tali che la somma di Whitney
{\displaystyle E\oplus B^{m}\to X,}
è isomorfa a
{\displaystyle H\oplus B^{n}\to X,}
dove
{\displaystyle B^{m}\to M,}
è il fibrato banale su {\displaystyle X} con fibra {\displaystyle m}-dimensionale. L'insieme {\displaystyle \mathrm {Vec} (X)} modulo questa relazione di equivalenza forma un anello, indicato con {\displaystyle K(X)}, rispetto alla somma
{\displaystyle [E]\oplus [H]:=[E\oplus H],}
e il prodotto
{\displaystyle [E]\otimes [H]:=[E\otimes H],}
dove {\displaystyle [E]} è la classe di equivalenza di {\displaystyle E\to X}. Si noti che {\displaystyle \mathrm {Vec} (X)} è solo un semigruppo rispetto alla somma di Whitney.
- In geometria differenziale, fra i vari modi di definire una connessione su un fibrato vettoriale {\displaystyle E\to M} c'è quello di considerarla come una mappa {\displaystyle D} che ad ogni sezione di {\displaystyle E} associa una sezione del fibrato tensoriale
{\displaystyle T^{*}(M)\otimes E\to M,}
che ha per fibra su un punto {\displaystyle p\in M} lo spazio vettoriale {\displaystyle T^{*}(M_{p})\otimes E_{p}}, in modo che
  -  se {\displaystyle s} e {\displaystyle t} sono sezioni di {\displaystyle E} allora
{\displaystyle D(s+t)=D(s)+D(t);}
  -  se {\displaystyle s} è una sezione di {\displaystyle E} ed {\displaystyle f} una funzione liscia su {\displaystyle M} allora
{\displaystyle D(fs)=df\otimes s+fD(s).}
- Se {\displaystyle L} è un'estensione di {\displaystyle K} possiamo cambiare il campo dei coefficienti di {\displaystyle V} da {\displaystyle K} a {\displaystyle L} prendendo il prodotto tensoriale {\displaystyle L\otimes _{K}V} (il {\displaystyle K} a pedice di {\displaystyle \otimes } significa che abbiamo considerato {\displaystyle L} come spazio vettoriale su {\displaystyle K}), che infatti è un {\displaystyle L}-spazio vettoriale in modo canonico:
{\displaystyle w(z\otimes v):=(wz)\otimes v,}
per ogni {\displaystyle w} e {\displaystyle z} appartenenti ad {\displaystyle L}. Nel caso particolare con {\displaystyle K=\mathbb {R} } e {\displaystyle L=\mathbb {C} } il processo si dice di complessificazione ed è utile per studiare la struttura degli endomorfismi di {\displaystyle V} con autovalori complessi.

## Coordinate

### Basi e coordinate
Siano {\displaystyle V} e {\displaystyle W} due spazi vettoriali con basi {\displaystyle \{v_{i}\}_{i=1,\dots ,n}} e {\displaystyle \{w_{j}\}_{j=1,\dots ,m}} rispettivamente.
Si consideri il prodotto tensoriale {\displaystyle (F/K,\pi \circ i)} costruito sopra. È chiaro che
{\displaystyle \{\pi (i(v,w)):v\in V,w\in W\}}
è un insieme di generatori per {\displaystyle F/K}. Un qualsiasi altro prodotto {\displaystyle (V\otimes W,\otimes )} che goda della proprietà universale deve (vedi Definizione) essere isomorfo a {\displaystyle (F/K,\pi \circ i)} con {\displaystyle (\pi \circ i)(v,w)} che corrisponde a {\displaystyle v\otimes w}, quindi si può affermare che {\displaystyle \{v\otimes w:v\in V,w\in W\}} genera {\displaystyle V\otimes W}.
Per un generico {\displaystyle v\otimes w} sia
{\displaystyle v=\sum x^{i}v_{i}}
e
{\displaystyle w=\sum y^{j}w_{j}.}
Grazie alla bilinearità di {\displaystyle \otimes } possiamo espandere {\displaystyle v\otimes w} come
{\displaystyle v\otimes w=\left(\sum _{i=1}^{n}x^{i}v_{i}\right)\otimes \left(\sum _{j=1}^{m}y^{j}w_{j}\right)=\sum _{i=1}^{n}\sum _{j=1}^{m}x^{i}y^{j}(v_{i}\otimes w_{j})}
per esempio, bastano i vettori {\displaystyle v_{i}\otimes w_{j}} con {\displaystyle i=1,\dots ,n} e {\displaystyle j=1,\dots ,m} per generare {\displaystyle V\otimes W}.
Nelle proprietà si è visto che {\displaystyle V\otimes W} ha dimensione {\displaystyle n\cdot m}, quindi i {\displaystyle v_{i}\otimes w_{j}}, che in totale sono {\displaystyle n\cdot m}, formano una base.
Fissata la base {\displaystyle \{v_{i}\otimes w_{j}\}}, come accade per tutti gli spazi vettoriali, ogni elemento di {\displaystyle V\otimes W} è unicamente determinato dalle sue coordinate. Più esplicitamente se {\displaystyle a} appartiene a {\displaystyle V\otimes W}, esiste un unico insieme di {\displaystyle n\cdot m} numeri {\displaystyle a^{ij}} tale che
{\displaystyle a=\sum _{i=1}^{n}\sum _{j=1}^{m}a^{ij}v_{i}\otimes w_{j}.}

### Tensori covarianti, controvarianti e misti in coordinate
Per alleggerire la notazione, in questa e nelle prossime due sezione si userà la convenzione di Einstein. In poche parole, quando un indice appare sia a pedice che ad apice in una formula si sottintende la sommatoria su quell'indice. Ad esempio
{\displaystyle e_{j}=L_{j}^{i}f_{i}}
in realtà sta per
{\displaystyle e_{j}=\sum _{i}L_{j}^{i}f_{i}.}
Come accennato negli esempi, in geometria differenziale ricorrono spesso prodotti tensoriali del tipo
{\displaystyle V\otimes \cdots \otimes V\otimes \ V^{*}\otimes \cdots \otimes V^{*},}
dove {\displaystyle V} è lo spazio tangente ad un punto di una varietà differenziale e {\displaystyle V^{*}} è il suo duale. Se i fattori {\displaystyle V} sono {\displaystyle m} mentre i {\displaystyle V^{*}} sono {\displaystyle n}, i vettori di questo prodotto tensoriale si dicono tensori (misti) di tipo {\displaystyle (m,n)}.
Nel caso particolare in cui {\displaystyle n=0} cambiano nome in tensori controvarianti di ordine {\displaystyle m}, mentre se ci sono solo fattori {\displaystyle V^{*}} diventano i tensori covarianti di ordine {\displaystyle n}.
Si fissi una base {\displaystyle \{e_{i}\}_{i=1,\dots ,r}} per {\displaystyle V} e la duale {\displaystyle \{\varepsilon _{j}\}_{j=1,\dots ,r}} su {\displaystyle V^{*}}, per esempio
{\displaystyle \varepsilon ^{j}(e_{i})=\delta _{i}^{j},}
dove il termine di destra è il delta di Kronecker. Un tensore {\displaystyle a} di tipo {\displaystyle (m,n)} in componenti si scrive (adottando la convenzione di Einstein)
{\displaystyle a=a_{j_{1}\dots j_{m}}^{i_{1}\dots i_{n}}e_{i_{1}}\otimes \cdots \otimes e_{i_{n}}\otimes \varepsilon ^{j_{1}}\otimes \cdots \otimes \varepsilon ^{j_{m}}}
con ogni {\displaystyle i} ed ogni {\displaystyle j} sommato tra {\displaystyle 1} e {\displaystyle r} (la dimensione di {\displaystyle V} e {\displaystyle V^{*}}).

### Cambiamenti di base e trasformazione delle componenti
Nel contesto della sezione precedente, siano {\displaystyle \{e_{i}\}_{i=1,\dots ,r}} e {\displaystyle \{f_{i}\}_{i=1,\dots ,r}} due basi di {\displaystyle V}, e
{\displaystyle L={\begin{pmatrix}L_{1}^{1}&\cdots &L_{r}^{1}\\\vdots &\ddots &\vdots \\L_{1}^{r}&\cdots &L_{r}^{r}\end{pmatrix}}}
la matrice di cambiamento di base che porta le coordinate di un vettore rispetto a {\displaystyle \{e_{j}\}} a quelle rispetto a {\displaystyle \{f_{i}\}}. Si ricorda che la {\displaystyle j}-esima colonna di {\displaystyle L} è formata dalle componenti di {\displaystyle e_{j}} rispetto alla base {\displaystyle \{f_{i}\}}, cioè
{\displaystyle e_{j}=L_{j}^{i}f_{i}.}
Si fissino su {\displaystyle V^{*}} le basi {\displaystyle \{\varepsilon ^{l}\}} e {\displaystyle \{\varphi ^{k}\}} duali di quelle prese in {\displaystyle V}. Sia {\displaystyle P} la matrice di cambiamento di base da {\displaystyle \{\varepsilon ^{l}\}} a {\displaystyle \{\varphi ^{p}\}}. In questo caso, perché gli indici dei covettori sono scritti in alto, la {\displaystyle l}-esima riga di {\displaystyle P} è data dalle componenti di {\displaystyle \varepsilon ^{l}} rispetto a {\displaystyle \{\varphi ^{k}\}}. Per definizione il prodotto {\displaystyle PL} ha in posizione {\displaystyle lj} il prodotto tra la {\displaystyle l}-esima riga di {\displaystyle P} e la {\displaystyle j}-esima colona di {\displaystyle L}. Come ricordato queste sono l'espressione in componenti di {\displaystyle \varepsilon ^{l}} e di {\displaystyle e_{j}} rispetto a due basi una duale all'altra, quindi farne il prodotto riga per colonna equivale a calcolare
{\displaystyle \varepsilon ^{l}(e_{j})=\delta _{j}^{l}}
cioè, {\displaystyle PL} è la matrice identità, e {\displaystyle P} è l'inversa di {\displaystyle L}.
Trovare le leggi secondo cui variano le componenti di un tensore di tipo {\displaystyle (m,n)} è solo questione di estendere per bilinearità un'espressione. Infatti, partendo dalle basi {\displaystyle \{e_{j}\}} e {\displaystyle \{\varepsilon ^{l}\}} su {\displaystyle V} e {\displaystyle V^{*}} rispettivamente, un tensore {\displaystyle a} si scrive in componenti
{\displaystyle a=a_{l_{1}\dots l_{m}}^{j_{1}\dots j_{n}}e_{j_{1}}\otimes \cdots \otimes e_{j_{n}}\otimes \varepsilon ^{l_{1}}\otimes \cdots \otimes \varepsilon ^{l_{m}},}
ma
{\displaystyle e_{j}=L_{j}^{i}f_{i},\quad \varepsilon ^{l}=P_{k}^{l}\phi ^{k},}
quindi sostituendo ed espandendo si arriva a
{\displaystyle a=L_{j_{1}}^{i_{1}}\cdots L_{j_{n}}^{i_{n}}P_{k_{1}}^{l_{1}}\cdots P_{k_{m}}^{l_{m}}a_{l_{1}\dots l_{m}}^{j_{1}\dots j_{n}}f_{i_{1}}\otimes \cdots \otimes f_{i_{n}}\otimes \phi ^{k_{1}}\otimes \cdots \otimes \phi ^{k_{m}}}
o più classicamente, scrivendo solo le componenti
{\displaystyle a_{k_{1}\dots k_{m}}^{i_{1}\dots i_{n}}=L_{j_{1}}^{i_{1}}\cdots L_{j_{n}}^{i_{n}}P_{k_{1}}^{l_{1}}\cdots P_{k_{m}}^{l_{m}}a_{l_{1}\dots l_{m}}^{j_{1}\dots j_{n}}.}

### Esempi

#### Fibrato tensoriale e sezioni in coordinate locali
La definizione di fibrato tensoriale di tipo {\displaystyle (m,n)} su una varietà si trova negli esempi.
Si vedrà ora come la scelta di un sistema di coordinate locali per una varietà {\displaystyle M} di dimensione {\displaystyle r} determini una base per gli spazi tangenti ai, e quindi per le fibre nei, punti nel dominio delle coordinate locali.
Si fissi una carta {\displaystyle (U,x\colon U\to R^{n})}, cioè, si scelga un sistema di coordinate locali sull'aperto {\displaystyle U\subset M}. Se {\displaystyle p} è un punto di {\displaystyle U}, di solito si indica con {\displaystyle x^{i}(p)} la {\displaystyle i}-esima coordinata di {\displaystyle p}.
Tra le quattro definizioni (equivalenti) di spazio tangente ad un punto che si trovano in letteratura prendiamo quella in cui i vettori tangenti sono derivazioni. Si dimostra (vedi, ad esempio, Warner paragrafi da 1.13 a 1.19) che i vettori
{\displaystyle \left.{\frac {\partial }{\partial x^{1}}}\right|_{p},\dots ,\left.{\frac {\partial }{\partial x^{r}}}\right|_{p}}
formano una base di {\displaystyle M_{p}}. Gli indici posti, come in questo caso, all'apice di una quantità a denominatore sono da considerarsi come a pedice. La base duale in {\displaystyle M_{p}^{*}} si indica con
{\displaystyle dx^{1}|_{p},\ \dots ,dx^{r}|_{p}.}
Ricapitolando, la scelta di un sistema di coordinate locali {\displaystyle (U,x)} identifica delle basi per gli spazi tangenti {\displaystyle M_{p}} ai punti {\displaystyle p} appartenenti ad {\displaystyle U}, e le corrispettive duali sugli {\displaystyle M_{p}^{*}}. Una fibra {\displaystyle \pi ^{-1}(p)}, {\displaystyle p\in U} è, come segue direttamente dalla definizione, un prodotto tensoriale
{\displaystyle M_{p}\otimes \cdots \otimes M_{p}\otimes M_{p}^{*}\otimes \cdots \otimes M_{p}^{*}}
che quindi ha come base tutti i tensori di tipo {\displaystyle (m,n)} della forma
{\displaystyle \left.{\frac {\partial }{\partial x^{i_{1}}}}\right|_{p}\otimes \cdots \otimes \left.{\frac {\partial }{\partial x^{i_{m}}}}\right|_{p}\otimes dx^{j_{1}}|_{p}\otimes \dots \otimes dx^{j_{n}}|_{p}.}
Un elemento {\displaystyle a(p)} di {\displaystyle \pi ^{-1}(p)} si scrive in coordinate come
{\displaystyle a(p)=a_{j_{1}\dots j_{m}}^{i_{1}\dots i_{n}}(p)\left.{\frac {\partial }{\partial x^{i_{1}}}}\right|_{p}\otimes \cdots \otimes \left.{\frac {\partial }{\partial x^{i_{m}}}}\right|_{p}\otimes dx^{j_{1}}|_{p}\otimes \dots \otimes dx^{j_{n}}|_{p}.}
Sfruttando queste "trivializzazioni" si può indurre una struttura di varietà differenziale su {\displaystyle T_{n}^{m}} (vedi, ad esempio, Warner paragrafo 2.14).
Una funzione liscia {\displaystyle a} da {\displaystyle M} su {\displaystyle T_{n}^{m}M} tale che {\displaystyle \pi (a(p))=p} si dice sezione o campo tensoriale, ed equivale ad assegnare ad ogni punto {\displaystyle p} di {\displaystyle M} un elemento {\displaystyle a(p)} della fibra {\displaystyle \pi ^{-1}(p)} in modo che le componenti di {\displaystyle a(p)} in un (e quindi per ogni) sistema di coordinate locali contenente {\displaystyle p} siano funzioni lisce di {\displaystyle p}. Spesso, nei libri di fisica, viene usata la parola "tensore" per indicare un campo tensoriale.

#### Simboli di Christoffel, notazione matriciale e curvatura
La definizione di connessione come una funzione
{\displaystyle D\colon \Gamma (E)\to \Gamma (T^{*}(M)\otimes E),}
con {\displaystyle \Gamma (E)} l'insieme delle sezioni del fibrato {\displaystyle E\to M}, che soddisfa le due proprietà elencate sopra ha il vantaggio di avere una espressione estremamente elegante in coordinate, usando la notazione matriciale.
Sia {\displaystyle (U,x=(x^{1},\dots ,x^{m}))} una carta locale di {\displaystyle M} ed {\displaystyle s_{1},\dots ,s_{n}} sezioni di {\displaystyle E} che formano una base in ogni punto di {\displaystyle U}. Si ha che {\displaystyle dx^{j}}, con {\displaystyle j=1,\dots ,m}, sono una base di {\displaystyle T^{*}(U)} quindi {\displaystyle D(s_{i})} si scrive in coordinate come
{\displaystyle D(s_{i})_{p}=\sum _{k=1}^{n}\sum _{j=1}^{m}\Gamma _{ij}^{k}(p)dx^{j}|_{p}\otimes s_{k}(p),}
per ogni {\displaystyle p} appartenente ad {\displaystyle U}, che d'ora in poi si darà per sottinteso e quindi si smetterà di scriverlo, e dove le {\displaystyle \Gamma _{ij}^{k}(p)} sono funzioni lisce di {\displaystyle p} chiamate simboli di Christoffel. Per rendere elegante la notazione si definiscono la matrice {\displaystyle \omega :=(\omega _{i}^{k})_{ik}}, con l'indice in alto che varia sulle colonne e l'indice in basso sulle righe (mentre di solito è il contrario),  a coefficienti in {\displaystyle T^{*}(U)}
{\displaystyle \omega _{i}^{k}:=\sum _{j=1}^{m}\Gamma _{ij}^{k}dx^{j},}
ed il vettore colonna {\displaystyle S:=(s_{k})} a coefficienti nelle sezioni sopra ad {\displaystyle U}. Allora
{\displaystyle D(s_{i})=\sum _{k=1}^{n}\sum _{j=1}^{m}\Gamma _{ij}^{k}dx^{j}\otimes s_{k}=\sum _{k=1}^{n}\omega _{i}^{k}\otimes s_{k},}
sono {\displaystyle n} equazioni che si sintetizzano per convenzione in
{\displaystyle D(S)=\omega \otimes S,}
dove {\displaystyle \otimes } non è un prodotto tensoriale ma sta ad indicare che si deve usare la regola di moltiplicazione riga per colonna delle matrici, solo che al posto del classico prodotto tra scalari (che in questo contesto non ha palesemente senso perché i coefficienti delle matrici coinvolte non sono scalari, quindi non c'è pericolo di confusione) si usa il prodotto tensoriale; e l'operatore {\displaystyle D} va applicato ad ogni singola componente di {\displaystyle S}. La matrice {\displaystyle \omega } è detta matrice di transizione.
Fissato {\displaystyle p}, le quantità {\displaystyle \omega _{i}^{k}(p)} non sono dei tensori perché dipendono dalla scelta delle {\displaystyle s_{1},\dots ,s_{n}}. Questo significa che la geometria del fibrato vettoriale non è codificata nella matrice {\displaystyle \omega }. Nonostante ciò, manipolando la formula del cambiamento di coordinate di {\displaystyle \omega }, si vede facilmente che la matrice {\displaystyle \Omega :=d\omega -\omega \wedge \omega }, detta matrice di curvatura, si trasforma nel modo corretto, ed è proprio questa che contiene le informazioni geometriche. Nei prossimi due paragrafi saranno dati ulteriori dettagli.

##### Cambio di coordinate
Sia {\displaystyle T=(t_{l})} un vettore colonna con componenti n sezioni di {\displaystyle E} che formano una base ad ogni punto di {\displaystyle U}. Se {\displaystyle p} appartiene ad {\displaystyle U} allora esistono {\displaystyle m\times m} scalari {\displaystyle a_{l}^{k}(p)} tali che
{\displaystyle t_{l}(p)=\sum _{k=1}^{m}a_{l}^{k}(p)s_{k}(p)}
o, posto {\displaystyle A(p):=(a_{l}^{k}(p))_{lk}} (come prima, {\displaystyle k} varia sulle colonne mentre l sulle righe),  in notazione matriciale {\displaystyle T=AS}. Le {\displaystyle a_{l}^{k}(p)} sono delle funzioni di transizione per {\displaystyle E}, e per definizione di fibrato sono lisce in {\displaystyle p}. Per legare la matrice di trasferimento rispetto a {\displaystyle S}, {\displaystyle \omega }, a quella rispetto a {\displaystyle T}, {\displaystyle \omega '}, si noti che (usando la seconda proprietà della connessione)
{\displaystyle D(T)=D(AS)=dA\otimes S+AD(S)=(dA+A\omega )\otimes S=(dAA^{-1}+A\omega A^{-1})\otimes T,}
dove {\displaystyle A^{-1}}, in ogni {\displaystyle p}, è la matrice inversa di {\displaystyle A(p)} che ovviamente esiste perché {\displaystyle A(p)} manda una base in una base, e {\displaystyle dA} è la matrice che ha per componenti i differenziali delle componenti di {\displaystyle A}. Quindi il cambio di coordinate per {\displaystyle \omega } è dato dalla formula
{\displaystyle \omega '=dAA^{-1}+A\omega A^{-1}.}
Il primo addendo di destra è proprio il motivo per cui le componenti di {\displaystyle \omega } non sono tensori.

##### La matrice di curvatura
Per vedere che la matrice di curvatura {\displaystyle \Omega :=d\omega -\omega \wedge \omega } è invariante bastano due passaggi ulteriori. Si moltiplica a destra l'ultima equazione per {\displaystyle A}, poi si fa la derivata esterna ottenendo
{\displaystyle d\omega 'A-\omega '\wedge dA=dA\wedge \omega +Ad\omega ,}
dove {\displaystyle \omega '\wedge dA} è, come nel caso di {\displaystyle \otimes } tra due matrici, da considerarsi come una moltiplicazione riga per colonna con le componenti moltiplicate tramite il prodotto esterno {\displaystyle \wedge }. Ora si noti che
{\displaystyle \omega '=dAA^{-1}+A\omega A^{-1}\quad \Rightarrow \quad dA=\omega 'A-A\omega ,}
sostituendo nella precedente si conclude
{\displaystyle (d\omega '-\omega '\wedge \omega ')=A(d\omega -\omega \wedge \omega )A^{-1},}
cioè {\displaystyle \Omega } è invariante.
Usando {\displaystyle \Omega } si può definire il più classico tensore di Riemann {\displaystyle R(\cdot ,\cdot )}.

### Definizione classica di tensore
La definizione universale del prodotto tensoriale è abbastanza recente. I tensori sono nati nel contesto della geometria differenziale e della rappresentazione dei gruppi come insiemi di numeri che al cambio di base si trasformano secondo la legge
{\displaystyle a_{k_{1}\dots k_{m}}^{i_{1}\dots i_{n}}=L_{j_{1}}^{i_{1}}\cdots L_{j_{n}}^{i_{n}}P_{k_{1}}^{l_{1}}\cdots P_{k_{m}}^{l_{m}}a_{l_{1}\dots l_{m}}^{j_{1}\dots j_{n}},\quad P=L^{-1}.}
Questa definizione è tutt'oggi la più usata nei corsi e nei testi di fisica introduttivi sulla relatività generale.

## Prodotto tensoriale di moduli
Possiamo estendere la definizione di prodotto tensoriale anche ai moduli. Se {\displaystyle R} è un anello commutativo la costruzione per due {\displaystyle R}-moduli {\displaystyle M}, {\displaystyle N} è praticamente identica a quella per gli spazi vettoriali. Se invece {\displaystyle R} non è commutativo ma {\displaystyle M} (rispettivamente. {\displaystyle N}) è un {\displaystyle (S,R)}-bimodulo (rispettivamente {\displaystyle (R,S)}) allora si può aggiustare la costruzione ed il prodotto tensoriale risulta essere un {\displaystyle S}-modulo destro (rispettivamente sinistro). In generale quando {\displaystyle R} non è commutativo ed {\displaystyle M}, {\displaystyle N} sono due {\displaystyle R}-moduli possiamo pretendere solamente la struttura di gruppo abeliano su {\displaystyle M\otimes _{R}N}.
Può accadere che ci siano dei collassamenti nel prodotto tensoriale fra moduli. Prendiamo ad esempio {\displaystyle \mathbb {Z} /m\mathbb {Z} } e {\displaystyle \mathbb {Z} /n\mathbb {Z} } come {\displaystyle \mathbb {Z} }-moduli con {\displaystyle m}, {\displaystyle n} coprimi. Visto che possiamo scrivere l'unità come combinazione lineare di {\displaystyle n} e {\displaystyle m}
{\displaystyle 1=\lambda m+\mu n,}
abbiamo
{\displaystyle x\otimes y=(\lambda m+\mu n)x\otimes y=\lambda (mx)\otimes y+\mu x\otimes (ny)=0,}
e siccome {\displaystyle \mathbb {Z} /m\mathbb {Z} \otimes \mathbb {Z} /n\mathbb {Z} } è generato dagli elementi {\displaystyle x\otimes y} concludiamo che
{\displaystyle \mathbb {Z} /m\mathbb {Z} \otimes \mathbb {Z} /n\mathbb {Z} =0.}

## Prodotto tensoriale di spazi di Hilbert
Il prodotto tensoriale di due spazi di Hilbert è un altro spazio di Hilbert, che è definito come descritto di seguito.

### Definizione
Siano {\displaystyle H_{1}} e {\displaystyle H_{2}} due spazi di Hilbert con prodotti interni {\displaystyle (\cdot ,\cdot )_{1}} e {\displaystyle (\cdot ,\cdot )_{2}} rispettivamente. Si costruisca il prodotto tensoriale {\displaystyle H_{1}\otimes H_{2}} di spazi vettoriali come spiegato sopra. Si può dotare questo prodotto tensore di spazi vettoriali di un prodotto interno definendo
{\displaystyle (\varphi _{1}\otimes \varphi _{2},\psi _{1}\otimes \psi _{2}):=(\varphi _{1},\psi _{1})_{1}\cdot (\varphi _{2},\psi _{2})_{2}}
dove
{\displaystyle \varphi _{1},\psi _{1}\in H_{1}}
mentre
{\displaystyle \varphi _{2},\psi _{2}\in H_{2}}
ed estenderlo per linearità. Infine, si prenda il completamento rispetto a questo prodotto interno. Il risultato è il prodotto tensore di {\displaystyle H_{1}}e {\displaystyle H_{2}} come spazi di Hilbert.

### Proprietà
Se {\displaystyle H_{1}} e {\displaystyle H_{2}} hanno come base ortonormale {\displaystyle \{\varphi _{k}\}} e {\displaystyle \{\psi _{l}\}}, rispettivamente, allora {\displaystyle \{\varphi _{k}\otimes \psi _{l}\}} è una base ortonormale per {\displaystyle H_{1}\otimes H_{2}}.

### Esempi ed applicazioni
I seguenti esempi mostrano come i prodotti tensori emergano naturalmente.
Assegnati due spazi di misura {\displaystyle X} e {\displaystyle Y}, con misure {\displaystyle \mu } e  {\displaystyle \nu } rispettivamente, si può studiare lo spazio Lp chiamato {\displaystyle L^{2}(X\times Y)}, lo spazio delle funzioni su {\displaystyle X\times Y} che sono a quadrato sommabili rispetto alla misura prodotto {\displaystyle \mu \times \nu }. Se {\displaystyle f} e {\displaystyle g} sono funzioni a quadrato sommabili su {\displaystyle X} ed {\displaystyle Y} rispettivamente, si può definire una funzione {\displaystyle h} su {\displaystyle X\times Y} ponendo {\displaystyle h(x,y)=f(x)g(y)}. La definizione della misura prodotto assicura che tutte le funzioni con questa forma sono a quadrato sommabili, cosicché {\displaystyle h} definisce una mappa bilineare {\displaystyle L^{2}(X)\times L^{2}(Y)\to L^{2}(X\times Y)}.
Anche le combinazioni lineari di funzioni della forma {\displaystyle f(x)g(y)} appartengono a {\displaystyle L^{2}(X\times Y)}. Risulta infatti che l'insieme delle combinazioni lineari è denso in {\displaystyle L^{2}(X\times Y)}, se {\displaystyle L^{2}(X)} e {\displaystyle L^{2}(Y)} sono separabili. Questo mostra che {\displaystyle L^{2}(X)\otimes L^{2}(Y)} è isomorfo a {\displaystyle L^{2}(X\times Y)}, e spiega perché si debba prendere il completamento nella costruzione del prodotto tensore fra spazi di Hilbert.
Analogamente, si può mostrare che {\displaystyle L^{2}(X,H)}, lo spazio delle funzioni a quadrato sommabili {\displaystyle X\to H}, è isomorfo a {\displaystyle L^{2}(X)\otimes H} se lo spazio è separabile. L'isomorfismo manda {\displaystyle f(x)\otimes \varphi \in L^{2}(X)\otimes H} in {\displaystyle f(x)\varphi \in L^{2}(X,H)}. Possiamo combinare ciò con il precedente esempio e concludere che {\displaystyle L^{2}(X)\otimes L^{2}(Y)} e {\displaystyle L^{2}(X\times Y)} sono entrambi isomorfi a {\displaystyle L^{2}(X,L^{2}(Y))}.
Il prodotto tensore di spazi di Hilbert ricorre nella meccanica quantistica. Se una particella è descritta dallo spazio di Hilbert {\displaystyle H_{1}}, ed un'altra particella da {\displaystyle H_{2}}, allora il sistema composto dalle due particelle è descritto dal prodotto di {\displaystyle H_{1}} e {\displaystyle H_{2}}. Per esempio, lo spazio necessario a descrivere un oscillatore armonico quantistico è {\displaystyle L^{2}(R)}, e per descrivere due oscillattori armonici si userà {\displaystyle L^{2}(R)\otimes L^{2}(R)}, che è isomorfo a {\displaystyle L^{2}(R^{2})}. Quindi il sistema a due particelle è associato ad una funzione d'onda della forma {\displaystyle \varphi (x_{1},x_{2})}. Un esempio più generale è fornito dagli spazi di Fock, che descrivono un sistema con un numero variabile di particelle.

## Prodotto tensore ed entanglement
Come detto sopra, uno degli assiomi della meccanica quantistica moderna è che se due sistemi sono descritti dagli spazi di Hilbert {\displaystyle V} e {\displaystyle W} allora il sistema complessivo è descritto dal prodotto tensore {\displaystyle V\otimes W}.
Una conseguenza diretta di questo assioma è il fenomeno dell'entanglement : l'esistenza di stati del sistema complessivo che non sono direttamente interpretabili a partire dagli stati delle sue componenti {\displaystyle V} e {\displaystyle W}.
Per essere più precisi, supponiamo che i sistemi rappresentati da {\displaystyle V} e {\displaystyle W} siano qubit, e quindi che {\displaystyle \dim V=\dim W=2} (ma la situazione si generalizza immediatamente a qualsiasi dimensione finita). Scegliamo una base in {\displaystyle V} ed una in {\displaystyle W}, indicandole con {\displaystyle \{|0\rangle ,|1\rangle \}}, allora il generico vettore nel prodotto tensore si scrive come {\displaystyle p=c_{1}|00\rangle +c_{2}|10\rangle +c_{3}|01\rangle +c_{4}|11\rangle } dove {\displaystyle |ij\rangle :=|i\rangle \otimes |j\rangle } per {\displaystyle i,j=0,1}.
Come si vede il generico vettore è allora sovrapposizione di vettori fattorizzabili, ossia corrispondenti ad un elemento in {\displaystyle V\times W}. A prima vista, questo, potrebbe sembrare la manifestazione dell'entanglement, ma non è così: si tratta semplicemente della conseguenza dell'assioma della meccanica quantistica che impone di usare gli spazi di Hilbert per rappresentare gli stati di un sistema.
Il fenomeno dell'entanglement è qualcosa di diverso: per il generico vettore {\displaystyle p} non è detto che esista un vettore {\displaystyle v} in {\displaystyle V} ed uno {\displaystyle w} in {\displaystyle W} che fattorizzano {\displaystyle p}, ossia per i quali valga {\displaystyle p=|v\rangle \otimes |w\rangle }.
Bisogna fare attenzione al fatto che un vettore potrebbe non sembrare fattorizzato per una certa scelta di basi in {\displaystyle V} e {\displaystyle W}, ma esserlo per un'altra scelta di basi.
In genere, se nessuno dei due spazi ha dimensione {\displaystyle 1}, esistono vettori non fattorizzabili per alcuna base e questi vengono chiamati stati entangled.

## Linguaggi di programmazione vettoriali
I linguaggi di programmazione possono avere questa applicazione predefinita. Ad esempio, in APL il prodotto tensore è espresso come {\displaystyle \circ .\times }:
{\displaystyle A\circ .\times B} oppure {\displaystyle A\circ .\times B\circ .\times C.}
In J il prodotto tensore è la forma diadica {\displaystyle */}; per esempio
{\displaystyle a*/b} oppure {\displaystyle a*/b*/c}.
Si noti che il trattamento con J permette la rappresentazione di alcuni campi tensoriali (così {\displaystyle a} e {\displaystyle b} possono essere funzioni invece che costanti—il risultato è allora una funzione derivata, e se {\displaystyle a} e {\displaystyle b} sono differenziabili allora anche {\displaystyle a*/b} è differenziabile).
Comunque questo tipo di notazione non è universalmente presente nei linguaggi per la manipolazione di vettori. Alcuni linguaggi richiedono l'esplicito trattamento degli indici (per esempio, MATLAB) e possono supportare o meno funzioni di ordine più elevato come lo jacobiano (per esempio, Fortran/APL).